# Hèbrides
|  | Per a altres significats, vegeu «Les Hèbrides». |

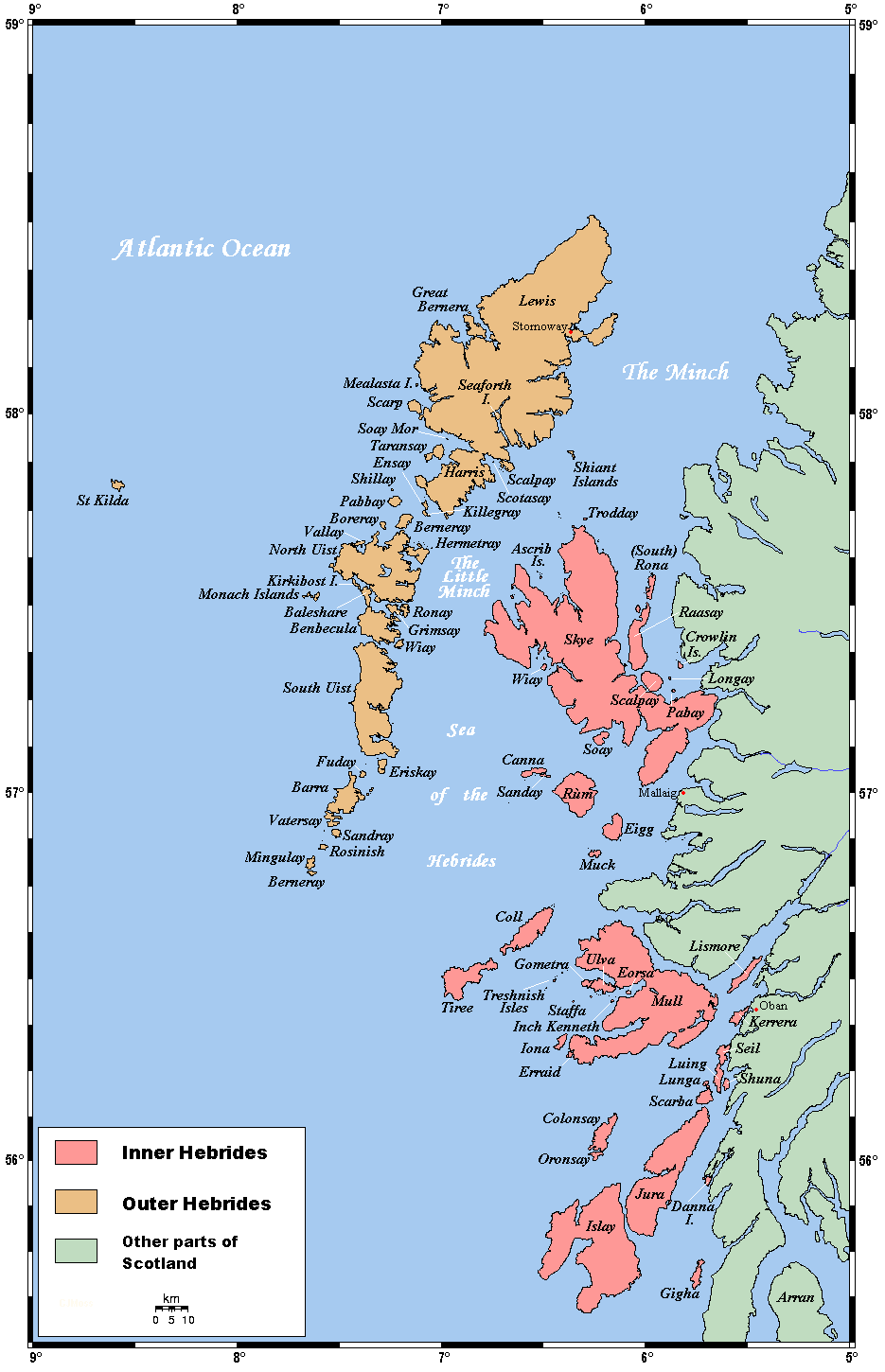
Les Hèbrides Interiors en vermell i l'Hèbrides Exteriors en ataronjat. El verd són terres escoceses

Les illes Hèbrides (Hebrides en anglès, Innse Gall en gaèlic) són un extens arxipèlag en la costa oest d'Escòcia. Els romans les anomenaren Hebudes. Pertanyen administrativament al Regne Unit. Des del punt de vista geològic, s'ha comprovat que aquest arxipèlag està compost per les roques més antigues de les illes Britàniques. Presenten comunament formes agrestes, retallades i escarpades, a causa dels diferents agents d'erosió que actuen sobre elles. Ocupen en conjunt una superfície de 7.285 km quadrats, la població d'uns 70.000 habitants ocupa un centenar d'illes, mentre que les altres quatre-centes estan deshabitades.
Comunament les hèbrides solen dividir-se en dos grups: 
- Les Hèbrides Interiors compostes per Skye, Mull, Islay, Jura i Staffa.
- Les Hèbrides Exteriors compostes per Lewis, Harris, Berneray, Uist del Nord, Uist del Sud i Santa Kilda.

Les Hèbrides Interiors són una prolongació del territori escocès i estan separades de les Hèbrides Exteriors per una profunda depressió tectònica coberta per les aigües del mar. A 90 i 35 km respectivament a l'Oest de les hèbrides exteriors sorgeixen de les aigües de l'oceà Atlàntic els esculls deshabitats de Flannan i Santa Kilda, que manquen de tot interès econòmic. La majoria dels parlants nadius de gaèlic escocès habiten o viuen a les illes.

## Història
Hebudes és el nom que els romans donaren a les Hèbrides. Plini el Vell esmenta les Acmodae i les Hebudes, que volia dir 'illes de l'oest' i 'illes de l'est'.

## Economia
Els principals recursos econòmics dels illencs són la pesca, la cria de bestiar boví i oví, la producció artesanal de tweed, la destil·lació de whisky i, com activitat secundària, diferents cultius agrícoles. La ciutat més important és Stornoway (illa de Harris), que és un port pesquer.